# Cycloctenus pulcher
Cycloctenus pulcher là một loài nhện trong họ Deinopidae.
Loài này thuộc chi Cycloctenus. Cycloctenus pulcher được miêu tả năm 1891 bởi Urquhart.